# Riga Open
Riga Open je snookerový turnaj, který je od roku 2014 součástí Main Tour a patří mezi malé bodované turnaje European Tour (dříve Players Tour Championship).

## Historie
Turnaj Riga Open byl jako první profesionální turnaj ve snookeru představen v Lotyšsku v roce 2014. Jeho vítězem se stal Mark Selby, který porazil ve finále Marka Allena 4-3. Druhý ročník vyhrál v roce 2015 Barry Hawkins, který zvítězil ve finále nad Tomem Fordem 4-1.

## Vítězové
| Rok  | Vítěz         | Poražený   | Výsledek | Sezóna    |
| ---- | ------------- | ---------- | -------- | --------- |
| 2014 | Mark Selby    | Mark Allen | 4–3      | 2014/2015 |
| 2015 | Barry Hawkins | Tom Ford   | 4–1      | 2014/2015 |